# Phrynopus thompsoni
Phrynopus thompsoni là một loài ếch thuộc họ Leptodactylidae.
Đây là loài đặc hữu của Peru.